# August Kobb
Samuel August Kobb, född 5 augusti 1819 i Tyska Christinae församling i Göteborg, död 17 december 1901 i Domkyrkoförsamlingen i Göteborg, var en svensk grosshandlare och kommunpolitiker. Han kallades "Tekungen" och skaparen av det så kallade "gröna Göteborg".

## Biografi
August Kobb var son till Martin Samuel Kobb och Amalia Sofia Kobb, född Kihlman, samt far till Gustaf Kobb. Han gifte sig 29 december 1851 i Karlskoga socken med Beata Christina Lagerhjelm (1830–1908), dotter till assessor Per Lagerhjelm och Johanna Elisabeth Lagerlöf.
Kobb fick burskap som handlande i Göteborg 1845, grundade och var delägare i firman M.S. Kobbs söner med filial i Stockholm 1848–1901, som sålde importerat öl och te. Han var ledamot av Göteborgs stadsfullmäktige 1863–1882, av stadens gatu- och vägförvaltning 1864–1901, varav som vice ordförande 1897–1901. Han visade ett särskilt intresse för stadens alléer och parker, bland annat tillkomsten av Kungsparken och Brunnsparken. Kobb gjorde mycket för Slottsskogens tillkomst och utveckling samt var ledamot av styrelsen för Slottsskogsparken från 1874, varav dess vice ordförande till 1890 och ordförande till 1901. Han kallas för "Slottsskogens fader". Under sina affärsresor inspirerades han mycket av parkerna i London.
August Kobb ligger begravd tillsammans med sonen Gustaf Kobb på Örgryte gamla kyrkogård.

## Minnen
August Kobbs bröstbild återfinns sedan 1905 uthuggen i granit ur en klippvägg vid Stora dammen i Slottsskogen, utförd av Christian Eriksson.
Kobb har fått ett gymnasium, August Kobbs gymnasium, och en spårvagn (Göteborgs Spårvägars vagn nummer 826) uppkallade efter sig. 
August Kobbsgatan i stadsdelarna Olivedal och Slottsskogen är sedan 1904, liksom den intilliggande August Kobbs Stig, uppkallad efter Kobb.
Vidare finns Kobbarnas väg på Gårda sedan 1923 (1899) uppkallad efter bröderna August och Pontus Kobb, som ägde gårdarna Norra- och Södra Prospect Hill vid gatan.

## Bildgalleri

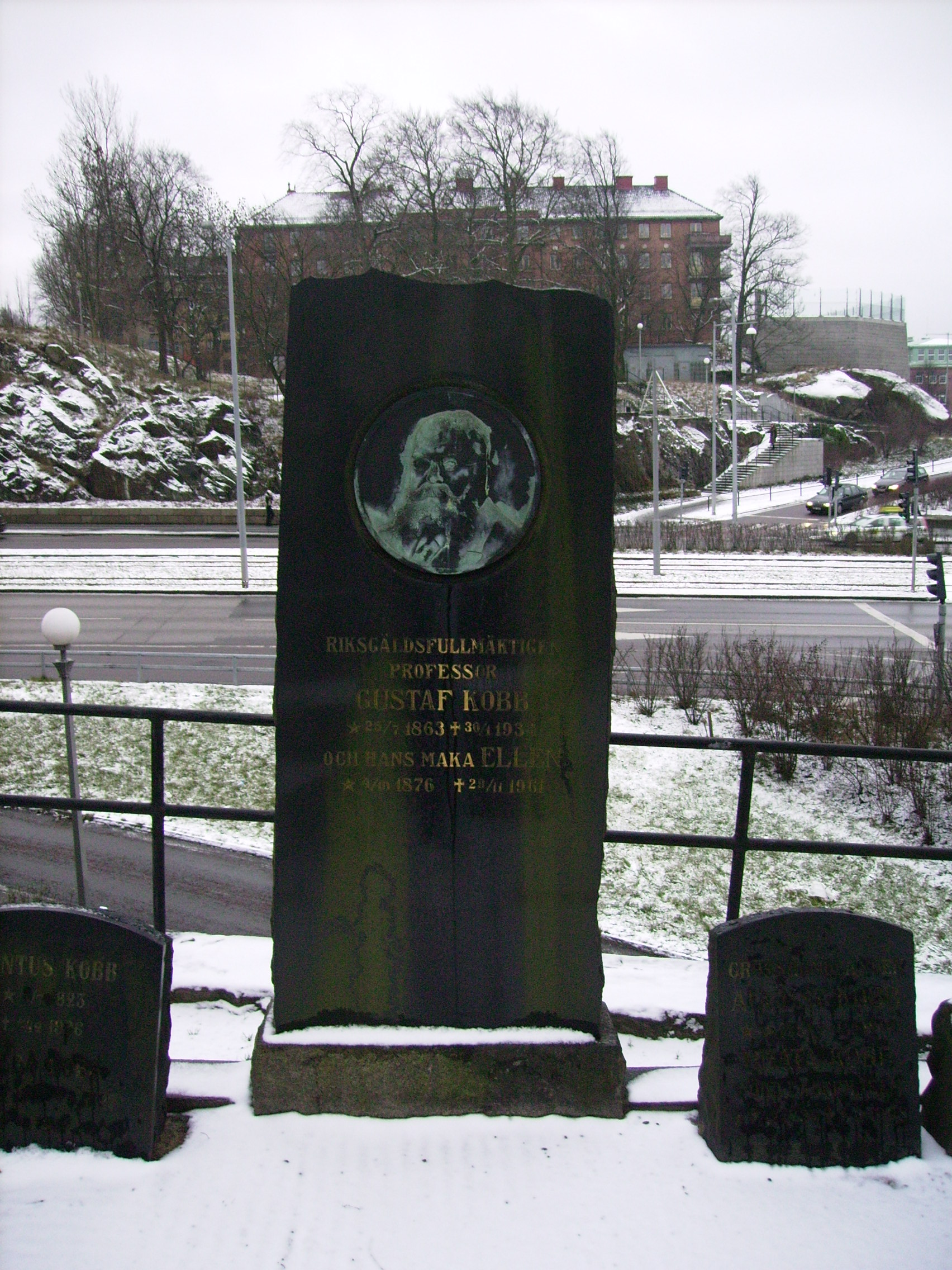
Gravvård på Örgryte gamla kyrkogård
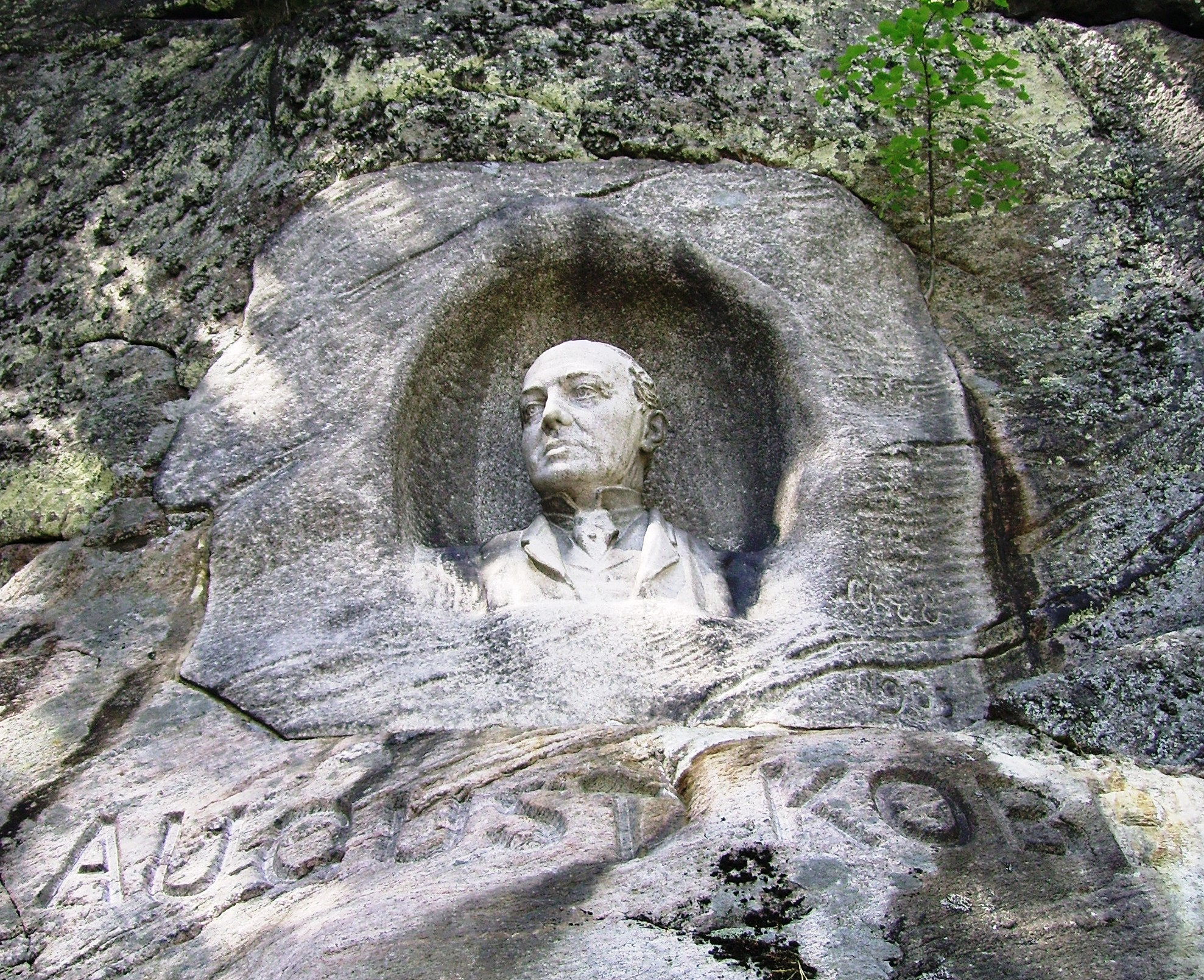
Christian Erikssons byst i Slottsskogen